# Gendijk
Gendijk (Limburgs: Gendiek) is een buurtschap in de gemeente Leudal in de Nederlandse provincie Limburg. Tot 1991 behoorde zij tot de gemeente Neer en daarna tot 2007 nog tot de gemeente Roggel en Neer. Gendijk ligt op de rechteroever van de Neerbeek, ongeveer een kilometer ten zuiden van Neer, ten zuidwesten van Eiland, ten noorden van Buggenum, ten noordoosten van Nunhem en ten zuidoosten van Kinkhoven. Kadastraal gezien wordt de buurtschap geheel gerekend tot de woonplaats Neer. Gendijk heeft circa vijf huizen en boerderijen.
Op de hoek Gendijk/Rohrstraat staat de Sint-Isidoruskapel, een als gemeentelijk monument aangewezen veldkapel uit het jaar 1930.
Dorpen: Baexem · Buggenum · Ell · Grathem · Haelen · Haler · Heibloem · Heythuysen · Horn · Hunsel · Ittervoort · Kelpen-Oler · Neer · Neeritter · Nunhem · Roggel

Buurtschappen: Aan de Bergen · Aan het Broek · Achter het Klooster · Asbroek · Beekkant · Berik · Blenkert · Brumholt · Caluna · Castert · De Horck · Dries · Eiland · Eind · Ellerhei · Gendijk · Geneijgen · Gerhegge · Haelense Broek · Hanssum · Heiakker · Heide (Heythuysen) · Heide (Roggel) · Heioord · Heugde · Hoek · Hollander · Hoogschans · Hoogstraat · De Horck · Kappert · Karreveld · Keizerbos · Kinkhoven · Laak · Maxet · Mortel · Nijken · Op de Bos · Ophoven · Overhaelen · Roligt · Santfort (deels) · Schaapsbrug · Schans (Ell) · Schans (Roggel) · Schillersheide · Smidstraat · Strubben · Uffelse · Venne · Vestjenshoek · Vlaas · Waije

Voormalige gemeenten: Haelen · Heythuysen · Hunsel · Roggel en Neer

Limburg: Steden en dorpen      Nederland: Provincies · Gemeenten